# Linjiang
Linjiang léase Lin-Chiáng (en chino:临江市, pinyin:Línjiāng shì, lit:río Lin) es un municipio bajo la administración directa de la ciudad-prefectura de Baishan. Se ubica al norte de la provincia de Jilin , noreste de la República Popular China . Su área es de 3008 km² y su población total para 2010 fue cerca a los 200 mil habitantes.

## Administración
El municipio de Linjiang se divide en 12 pueblos que se administran en 8 subdistritos y 4 poblados.